# NGC 2339
NGC 2339 is een balkspiraalstelsel in het sterrenbeeld Tweelingen. Het hemelobject werd op 22 februari 1789 ontdekt door de Duits-Britse astronoom William Herschel.

## Synoniemen
- UGC 3693
- MCG 3-19-2
- ZWG 85.40
- ZWG 86.5
- IRAS07054+1851
- PGC 20222